# Elimodellismo

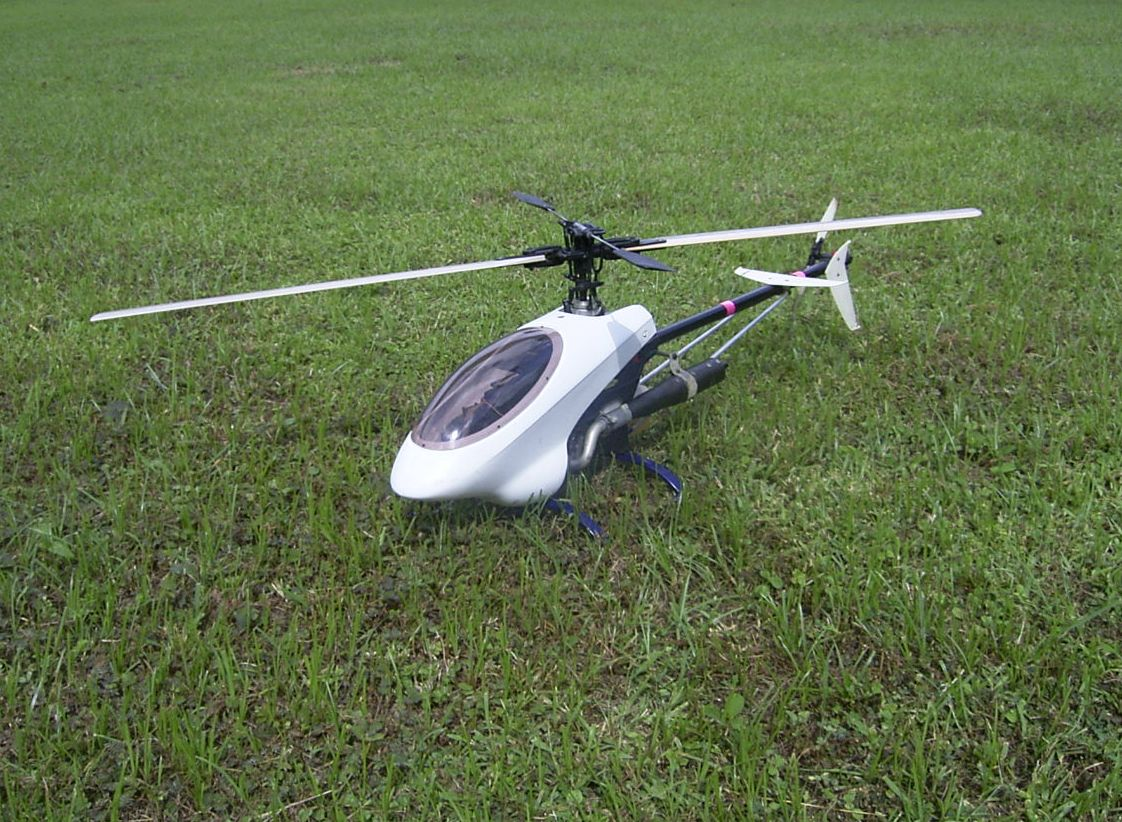
Un esempio di elimodello radiocomandato con motore endotermico (Class 30).

L'elimodellismo dinamico è un hobby che ha come oggetto la realizzazione ed il pilotaggio di modelli in scala e non, di un elicottero. Il modello è detto elimodello.
L'elimodello ha tutte le caratteristiche di volo dei velivoli reali, pertanto la costruzione ed il pilotaggio sono molto impegnativi.
L'Italia conta numerosi praticanti, grazie all'enorme sviluppo dei radiocomandi digitali che hanno semplificato il pilotaggio e a quello dei motori elettrici e grandi nomi che partecipano attivamente e con ottimi risultati alle competizioni internazionali.

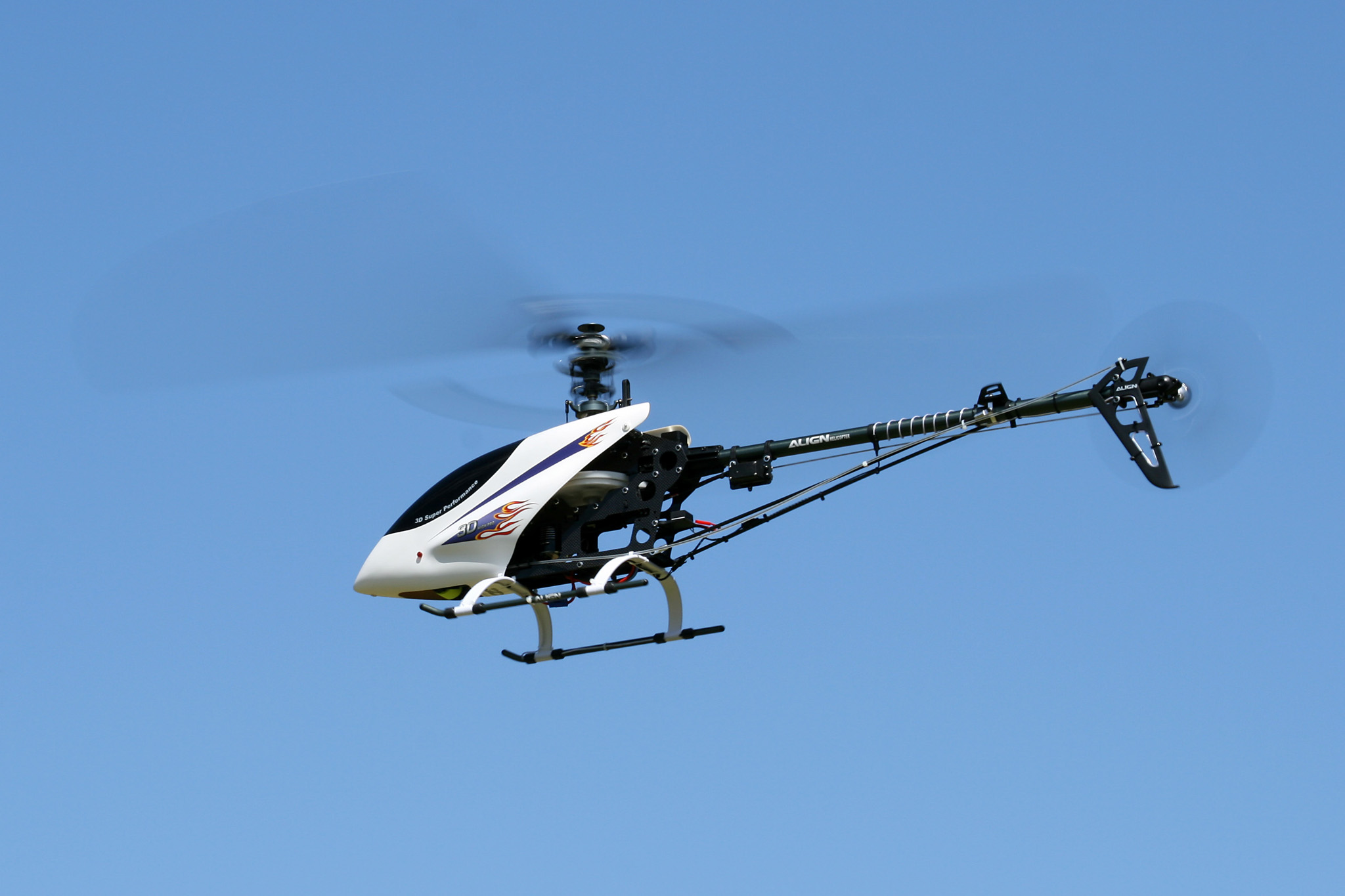
L'elimodello in volo.

Le moderne tecnologie e i nuovi stili di volo 3D hanno fatto sì che il settore abbia avuto una rapida espansione, inoltre il basso costo dei prodotti provenienti dalla Cina, ha reso l'hobby accessibile alla maggior parte dei modellisti.
La normativa italiana in merito è piuttosto stringente, e potrebbe essere richiesto un patentino per il volo, oltre ad attrezzature e spazi adatti.

## Storia
Il primo modello di elicottero radiocomandato fu inventato dal tedesco Dieter Schlüter sul finire degli anni '60 del XX secolo. Oltre ai prototipi sperimentali che fecero record di durata di volo, furono sviluppati modelli in scatola di montaggio, commercializzati inizialmente da Graupner, successivamente nel 1986 Robbe acquisì il marchio Schlüter.

## Tipi di alimentazione
Grazie ai progressi delle nuove batterie ai polimeri di litio, è possibile fare volare gli elimodelli anche con propulsione elettrica (mentre fino a pochi anni fa era necessario un motore a combustione interna); inoltre i nuovi motori brushless, cioè senza spazzole, uniti ai regolatori di tensione che trasformano la corrente continua delle batterie nella corrente a tre fasi necessaria al funzionamento dei motori brushless, si riescono ad ottenere prestazioni quasi superiori degli omologhi motori a scoppio.

## Funzione aerodinamica

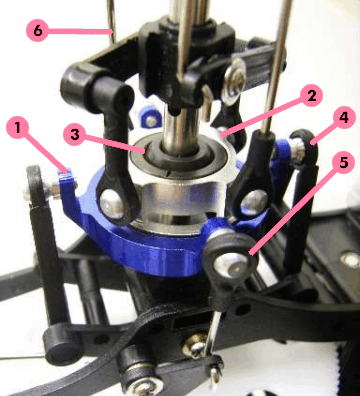
Piatto oscillante di un elicottero radiocomandato
1. piatto esterno fisso (blu)
2. piatto interno rotante (metallo)
3. giunto sferico
4. controllo lungo l'asse di imbardata. Inclina il rotore in senso longitudinale e evita la rotazione dell'anello esterno
5. controllo lungo l'asse di rollio. Inclina il rotore lateralmente
6. bielle di collegamento (color metallo) alle pale del rotore
In nero le bielle che variano il passo delle pale controllate dal piatto interno

L'elimodello si basa (come l'elicottero) sul principio dell'ala rotante. Su tali macchine, infatti, l'ala è costituita dalle pale del rotore principale controbilanciate, per evitare avvitamenti, dal rotore coda che grazie all'utilizzo di un giroscopio agisce direttamente sulle pale posteriori in modo da generare la controcoppia necessaria a stabilizzare il modello.

## Comandi di volo
I vari controlli dell'elimodello è fornita da piccoli motori chiamati servocomandi. Il radiocomando deve essere in grado di gestire:
- la velocità angolare del rotore principale (comunemente chiamato "farfalla", che controlla la velocità di salita e l'altitudine);
- il piatto oscillante (controllo passo e rollio, nonché la velocità di salita quando l'elicottero è dotato di un pitch che permette di variare l'inclinazione delle pale del rotore principale);
- il dispositivo di anti-coppia (imbardata).

### Radiocomandi
Gli elicotteri più piccoli a passo fisso richiedono solo quattro canali radio (gas, alettoni, i timoni e i flap), mentre per i modelli con passo collettivo, è necessario avere almeno 5 o 6 canali, quest'ultimo è il più comune.